# Daniel Gerard Morrison
Daniel Gerard Morrison (connu comme Danny Morrison), né le 9 janvier 1953 à Belfast, est un militant républicain nord-irlandais, membre (supposé) de la Provisional Irish Republican Army, du Sinn Féin, devenu écrivain et journaliste.
Interné à la prison du Maze en 1972, il est relâché en 1975. Il devient la même année l'éditeur de Republican News. De 1979 à 1990, il assure le rôle de Directeur de la publicité du Sinn Féin. Il est élu député en 1982 à l'Assemblée nord-irlandaise.
En 1990, il est condamné à huit ans de prison pour le meurtre de Alexander 'Sandy' Lynch, un membre de la Special Branch infiltré dans l'IRA provisoire. Il se concentre à sa sortie de prison à l'écriture, au journalisme et à une activité politique légale. Écrivant pour différents journaux (Irish Times, Washington Post, The Guardian,…), il publie trois romans et trois essais.